# 池田健 (野球)
池田 健（いけだ けん、1990年3月17日 - ）は、元プロ野球選手（投手）。右投右打。プロでは育成選手であった。

## 経歴
2007年のNPBドラフト会議で、千葉ロッテマリーンズから育成選手1巡目で指名され入団。最速147km/hの直球とスライダーが武器。
2009年4月5日、本人が球団に退団を申し入れ、話し合いの結果了承された。4月8日に自由契約となり、球団から「一身上の都合」により退団と発表された。

## 詳細情報

### 年度別投手成績
- 一軍公式戦出場なし

### 背番号
- 121 （2008年 - 2009年4月）